# Élections législatives russes de 2011
Les élections législatives russes de 2011 ont lieu le 4 décembre 2011 afin d'élire les députés de la Douma d'État.
Russie unie, le parti du président du gouvernement Vladimir Poutine, remporte les élections mais perd la majorité qualifiée des deux tiers. Les communistes, les libéraux nationalistes et les sociaux-démocrates sont les trois partis — dont le degré d'opposition au gouvernement est variable — à profiter de la baisse de popularité du duo Poutine-Medvedev. Ce scrutin est contesté en Russie en raison de fraudes présumées mais non prouvées par la suite en faveur du parti au pouvoir.

## Contexte
Vladimir Poutine, au pouvoir depuis 2000 (d'abord comme président de la fédération de 2000 à 2008, puis comme président du gouvernement depuis 2008), est investi candidat de Russie unie à l'élection présidentielle de 2012 quelques jours avant le scrutin législatif.
Il souhaite ainsi retrouver son poste de chef de l'État, qu'il avait été contraint de quitter après avoir effectué deux mandats consécutifs, et annonce son intention de nommer le président Dmitri Medvedev à la tête du gouvernement en cas de victoire.

## Mode de scrutin
L'élection porte sur la totalité des 450 sièges de la Douma, la chambre basse du Parlement, ce qui porte la majorité absolue à 226 voix.
Les députés sont élus au scrutin proportionnel, avec un seuil national pour l'accès à la répartition des sièges : seuls les partis ayant reçu 7 % des suffrages exprimés sont représentés. Toutefois, les listes ayant obtenu entre 5 et 6 % obtiennent un siège et celles ayant obtenu entre 6 et 7 %, deux.

## Sondages

Intentions de votes

## Partis en lice
| Rang officiel | Rang officiel | Parti                                       | Tête de liste       | Résultats en 2007           |
| ------------- | ------------- | ------------------------------------------- | ------------------- | --------------------------- |
| 1             |               | Russie juste                                | Sergueï Mironov     | 7,74 % des voix 38 sièges   |
| 2             |               | Parti libéral-démocrate de Russie           | Vladimir Jirinovski | 8,14 % des voix 40 sièges   |
| 3             |               | Patriotes de Russie                         | Guennadi Semiguine  | 0,89 % des voix 0 sièges    |
| 4             |               | Parti communiste de la fédération de Russie | Guennadi Ziouganov  | 11,57 % des voix 57 sièges  |
| 5             |               | Iabloko                                     | Grigori Iavlinski   | 1,59 % des voix 0 sièges    |
| 6             |               | Russie unie                                 | Vladimir Poutine    | 64,30 % des voix 315 sièges |
| 7             |               | Juste Cause                                 | Andreï Dounaïev     | Fondé en 2009               |

## Résultats
|                          |                                             |             |       |       |        |               |  |  |  |
| Parti                    | Parti                                       | Voix        | %     | +/-   | Sièges | +/-           |  |  |  |
|                          | Russie unie                                 | 32 379 135  | 50,10 | 14,91 | 238    | 77            |  |  |  |
|                          | Parti communiste de la fédération de Russie | 12 599 507  | 19,50 | 7,80  | 92     | 35            |  |  |  |
|                          | Russie juste                                | 8 695 522   | 13,46 | 5,63  | 64     | 26            |  |  |  |
|                          | Parti libéral-démocrate de Russie           | 7 664 570   | 11,86 | 3,63  | 56     | 16            |  |  |  |
|                          | Iabloko                                     | 2 252 403   | 3,49  | 1,88  | 0      | en stagnation |  |  |  |
|                          | Patriotes de Russie                         | 639 119     | 0,99  | 0,10  | 0      | en stagnation |  |  |  |
|                          | Juste Cause                                 | 392 806     | 0,61  | Nv    | 0      | en stagnation |  |  |  |
|                          |                                             |             |       |       |        |               |  |  |  |
| Votes valides            | Votes valides                               | 64 623 062  | 98,43 |       |        |               |  |  |  |
| Votes blancs et nuls     | Votes blancs et nuls                        | 1 033 464   | 1,57  |       |        |               |  |  |  |
| Total                    | Total                                       | 65 656 526  | 100   | –     | 450    | en stagnation |  |  |  |
| Abstentions              | Abstentions                                 | 43 581 254  | 39,90 |       |        |               |  |  |  |
| Inscrits / participation | Inscrits / participation                    | 109 237 780 | 60,10 |       |        |               |  |  |  |

## Analyse
Le parti Russie unie au pouvoir obtient ses résultats les plus importants en Tchétchénie avec 99,5 % des voix et une participation de près de 99 %. Russie Unie obtient également des scores très forts avec une participation importante en Mordovie (91,6 %), en Ingouchie (91 %), en Karatchaïévo-Tcherkessie (89,8 %), dans le Touva (85,3 %) et dans le Daghestan (82,8 %) : trois de ces régions sont des républiques caucasiennes.
En revanche, Russie Unie obtient ses scores les plus faibles dans l'oblast de Iaroslavl (29 % des voix), dans l'oblast d'Arkhangelsk (31,9 %) et dans l'oblast de Mourmansk (32 %). Il est aussi relativement faible à Saint-Pétersbourg (33,5 %). À Moscou, les scores sont relativement comparables au score national, Russie Unie obtient environ 46,6 % des voix, tous les autres partis des scores très comparables au reste du pays, sauf Iabloko qui obtient 8,5 % des voix.

## Contestations
Plusieurs cas de fraudes en faveur de Russie unie sont dénoncés par l'opposition et des médias indépendants. Des manifestations ont lieu dans les jours qui suivent, dont une qui aurait rassemblé quelque 120 000 personnes selon les organisateurs le 24 décembre à Moscou,.